# I krigens hus
Bogen I krigens hus med undertitlen Islams kolonisering af vesten, forfattet af Torben Hansen, Lars Hedegaard, Helle Merete Brix, blev udgivet i 2003 på forlaget Hovedland.
Titlen, I krigens hus er en henvisning til det islamiske begreb, dar ul-harb (دار الحرب), som betyder alle de områder af verden, der ikke står under islamisk herredømme. Bogen diskuterer islam og i særlig grad islams rolle i historien til og med i dag. Bogens tese er, at islam opfordrer til undergravende virksomhed i ikke-muslimske samfund med det endemål at sikre islams overherredømme og gøre ikke-muslimer til dhimmier. Forfatternes konklusioner anses for kontroversielle og har været skildret af nogle som fremmedfjendske og anti-islamiske. 
I kølvandet på bogen opstod der stor opstandelse, da Lars Hedegaards ansøgning om optagelse i Dansk PEN af PEN's bestyrelse blev henlagt til foreningens generalforsamling, idet der var dele af PEN's bestyrelse, som mente, at Lars Hedegaard i bogen bedrev hate speech og således ikke levede op til PEN's charter. Lars Hedegaard trak i protest sin ansøgning om optagelse tilbage og stiftede senere sammen med blandt andre Helle Merete Brix Trykkefrihedsselskabet af 2004.
Martin Krasnik, vært for DR2s nyhedsudsendelse Deadline, har udtalt kritik af kilderne i bogen. Han refererede til en kilde, som ifølge Krasnik var rådgiver for en serbisk krigsforbryder.